# ミルクケーキ

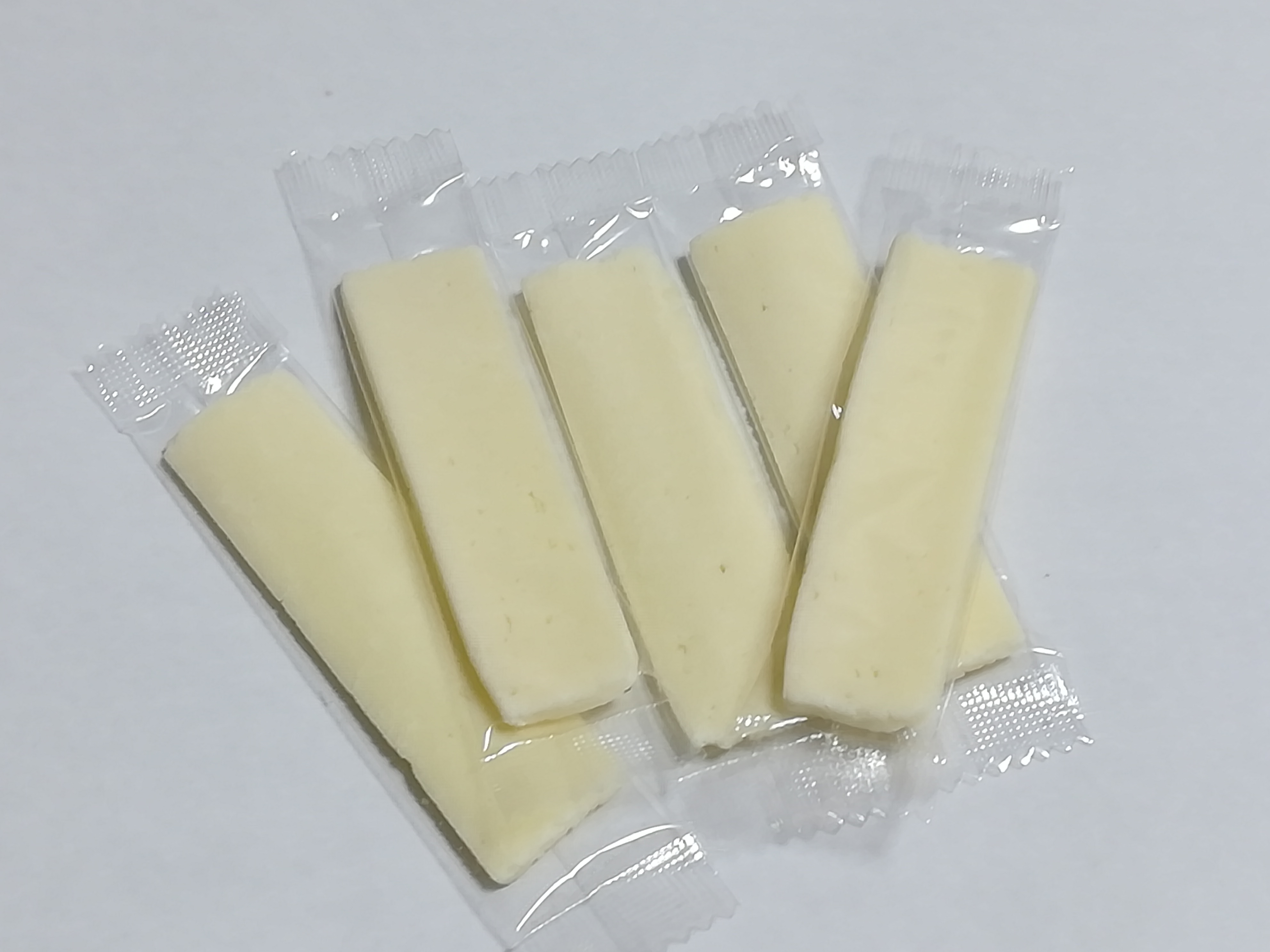
ミルクケーキ

ミルクケーキは、加糖練乳にカルシウムを加え板状にした菓子である。

## 概要
「ケーキ」という名称だが、一般的に“ケーキ”という単語から連想されるスポンジケーキとは異なり、バー状で固いことが特徴である。製品表示における名称もキャンディーとされている。
発祥は山形県で、販路が確立するまでは地元限定の流通であったため、山形名産の土産菓子として全国に知られるようになった。
なお、山形以外でも富士山麓では「富士山ミルクケーキ」として発売（製造は後述の日本製乳、販売は地元の代理店）されている。

## 歴史
1919年に山形県東置賜郡高畠町にある日本製乳（現在では森永乳業の子会社）が国産初の「粉ミルク」（おしどり粉ミルク）を生産。粉ミルク生産の際に出る副産物に加糖したところおいしかったので、商品化したのがミルクケーキ（おしどりミルクケーキ）である。
発売当初は味はプレーンしかなかったが、イチゴ味、ヨーグルト味や、山形名産のサクランボ味、ラフランス味など現在では12種類ある。2021年には置賜産デラウェアを使用したブドウ味が発売された。日持ちするため、山形以外の観光地でも、別のメーカーが生産したミルクケーキが販売されている。
日本製乳の生産によるOEM商品が、無印良品、日本生活協同組合連合会（CO･OP）、アカチャンホンポ、トイザらス、小岩井農場などで販売されている。